# Keby som mal pušku
Keby som mal pušku je celovečerní hraný film režiséra Štěpána Uhra z roku 1971. Je natočený podle stejnojmenné literární předlohy slovenského prozaika a scenáristy Milana Ferka. Námět původně psal Ferko spolu s režisérem Elem Havettou, kterému ale kvůli normalizačním tlakům nebylo dovoleno natáčet, proto Studio hraných filmů nabídlo téma Uhrovi.

## Charakteristika
Film je zasazen do období Slovenského národního povstání a představuje pohled na válku očima dětského hrdiny, třináctiletého Vlada. Tak jako v případě filmu Pieseň o sivom holubovi od Stanislava Barabáše, je zde dětská perspektiva možností vnést do válečné tematiky fantazii a vyhnout se předepsanému ideologickému pozitivismu ve prospěch větší subjektivity. Ústřední motiv vyprávění tvoří dospívání chlapců, které zosobňuje touha po opravdové pušce.

## Děj filmu
Hlavní hrdina Vladko žije s rodinou ve skromných poměrech v zapadlé vesničce na úpatí hor plných partyzánů. Spolu s kamarády Viktorem a Badžem provádějí sousedům různé vylomeniny. Obdivují vojenské hrdiny a když Vlado dostane od strýce pušku s příkazem ji ukrýt a hlídat, představuje si, jak by s její pomocí zjednal spravedlnost. Vlado žije se svým invalidním otcem, mámou, malou sestrou Haničkou a babičkou v jedné malé místnosti, jídla ani peněz mnoho nemají. Bezútěšné poměry se ho však příliš nedotýkají, dny tráví hrou s kamarády. Přichází i objevování sexuality a první láska v podobě starší Milky. Smrt je ale vždy nablízku a filmem prostupuje jako síť odkazů, ať už prostřednictvím odvozu "židule" Mariny, otcova pokusu o sebevraždu nebo přímým zásahem do děje při úmrtí malé Haničky či Badžova otce. Chlapecká touha po pomoci v boji přestane být hrou, když Vlado puškou od strýce zastřelí německého velitele při odchodu vojsk z vesnice. O identitě střelce se Němci nedozvědí a Vlado se se svým pocitem viny a strachu z potrestání svěří jen otci. Tento dotyk s tragickou situací znamená pro mladého chlapce budování odpovědnosti a sblížení jeho snů s realitou.

## Rozbor
Abstraktní idea protifašistického odboje tvořící podmínku povstaleckého tématu se hned v úvodu filmu přeměňuje na konkrétní dobro a zlo. Subjektivní pohled prizmatem nevinnosti dětí trochu připomíná výsadní postavení šašků a bláznů a v čase "tvrdé" normalizace znamená uchování jisté míry tvůrčí svobody. Humor autorského podání zároveň dovoluje vyměnit pohled determinismu marxisticko-leninské historie za sféru jednotlivostí a rozdílů.
Keby som mal pušku se vyznačuje mozaikovou epickou strukturou vyprávění, navzdory silnému napětí jednotlivých epizod autoři úmyslně rezignují na sevřenou dramatickou klenbu. Upřednostňují systém drobných kolizí, který vyrůstá z epického řazení kontrastů. Subjektivita vyprávění je formálně završena vnitřním monologem, který vytváří prostor pro vyjádření myšlenek hrdiny. Uher však kromě využití hlasu mimo obraz komentujícího děj využívá i obrazové subjektivní vyprávění. Vladova nevyslovená přání jsou inscenována a po nich následuje situace tak, jak opravdu proběhla. V komické rovnováze vznešených ideálů a závratných pádů se odkrývá naivní kouzlo chlapecké touhy být dospělým.
Kamera Stanislava Szomolányiho se od asociativních obrazů v Organu či Panně zázračnici posouvá směrem ke kultivovanosti a realističtější vnější výtvarnosti. Zeljenkova hudba je také "srozumitelnější" a opírá se o snadnou čitelnost symbolů. Navzdory poměrně velkému počtu postav působí Keby som mal pušku intimně a komorně. Obranou proti patosu válečného heroismu se pro Uhra stává prolínání komického s tragickým, v čem navazuje na filmy jako Zvony pre bosých či Muž, který lže.

## Herecké obsazení
- Marián Bernát – Vlado Magdolen
- Daniel Lapúnik – Viktor
- Jozef Gráf – Badžo
- Emília Došeková – matka
- Ľudovít Kroner – otec
- Vilma Jamnická – babička
- Brigita Hausnerová – Milka
- Anton Šulík – strýc